# バトルイマ
「バトルイマ」は、2013年9月18日発売されたTHE BACK HORNの21枚目のシングル。

## 解説
前作「シリウス」以来約1年6ヶ月ぶりの、結成15周年記念シングル。B面集『B-SIDE THE BACK HORN』と同時発売。
限定版には、インディーズアルバム『何処へ行く』を完全再現したプレミアムライブ映像8曲入りのDVD付き。

## 収録曲
全作曲・編曲：THE BACK HORN
1. バトルイマ
作詞：山田将司
2. 雨に打たれて風に吹かれて
作詞：松田晋二